# ГЕС Кун-Чаунг
ГЕС Кун-Чаунг — гідроелектростанція на сході М'янми. Використовує ресурс із річки Кун-Чаунг, правої притоки Сітаун (впадає до затоки Мартабан Андаманського моря).
У межах проєкту річку перекрили кам'яно-накидною греблею висотою 75 метрів, яка утримує велике водосховище з площею поверхні 150 км2 та об'ємом 1468 млн м3 (з них 77 % становлять корисний об'єм).
Зі сховища через лівобережний масив прокладено дериваційний тунель довжиною 2,1 км, який переходить у напірний водовід довжиною 0,4 км з діаметром 4,6 метра. Основне обладнання станції становлять три турбіни типу Френсіс потужністю по 20 МВт, котрі використовують напір у 106 метрів та забезпечують виробництво 190 млн кВт·год електроенергії на рік.
Видача продукції відбувається по ЛЕП, розрахованій на роботу під напругою 230 кВ.